# Henriada

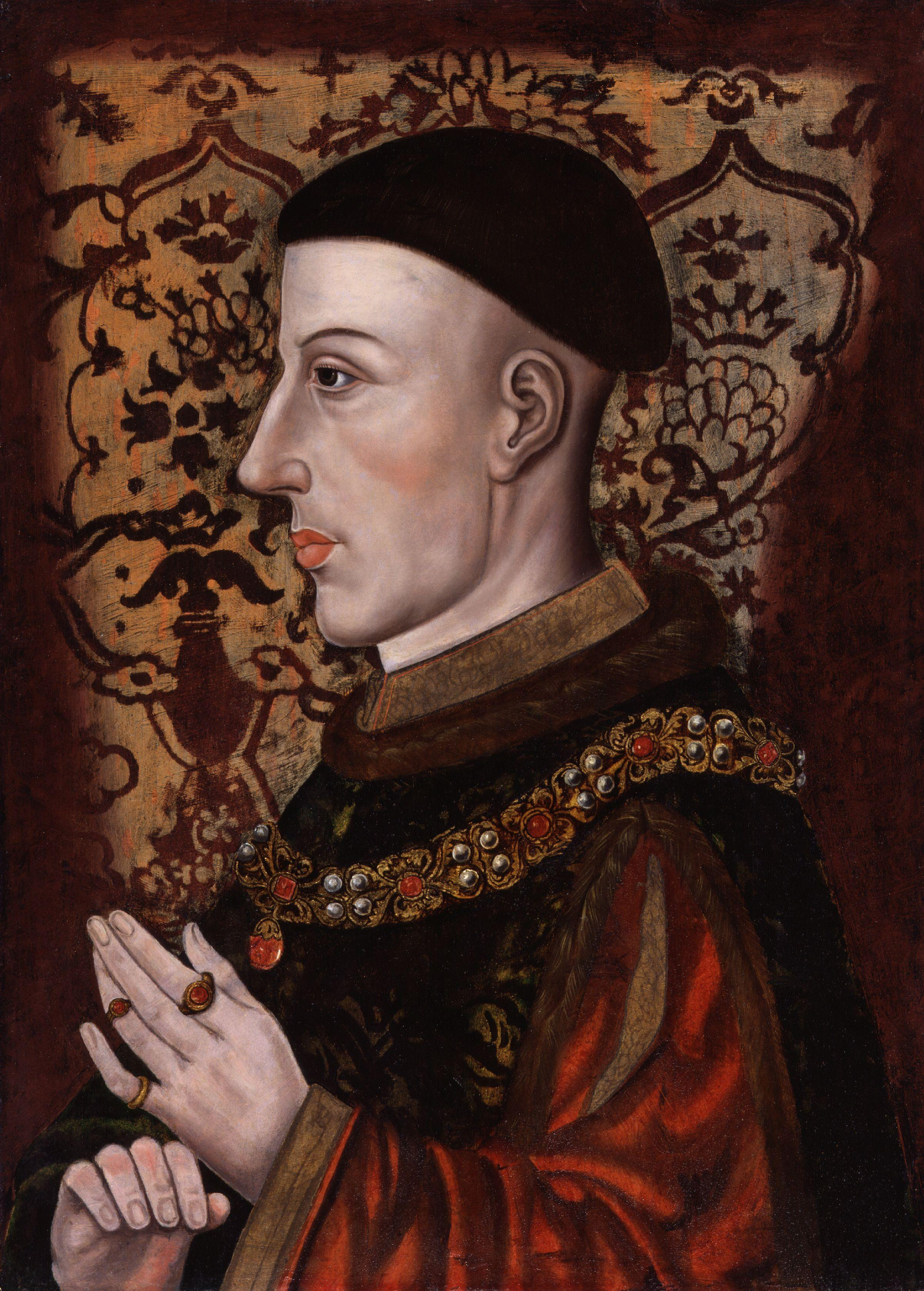
Regele Henric al V-lea
(King Henry V)

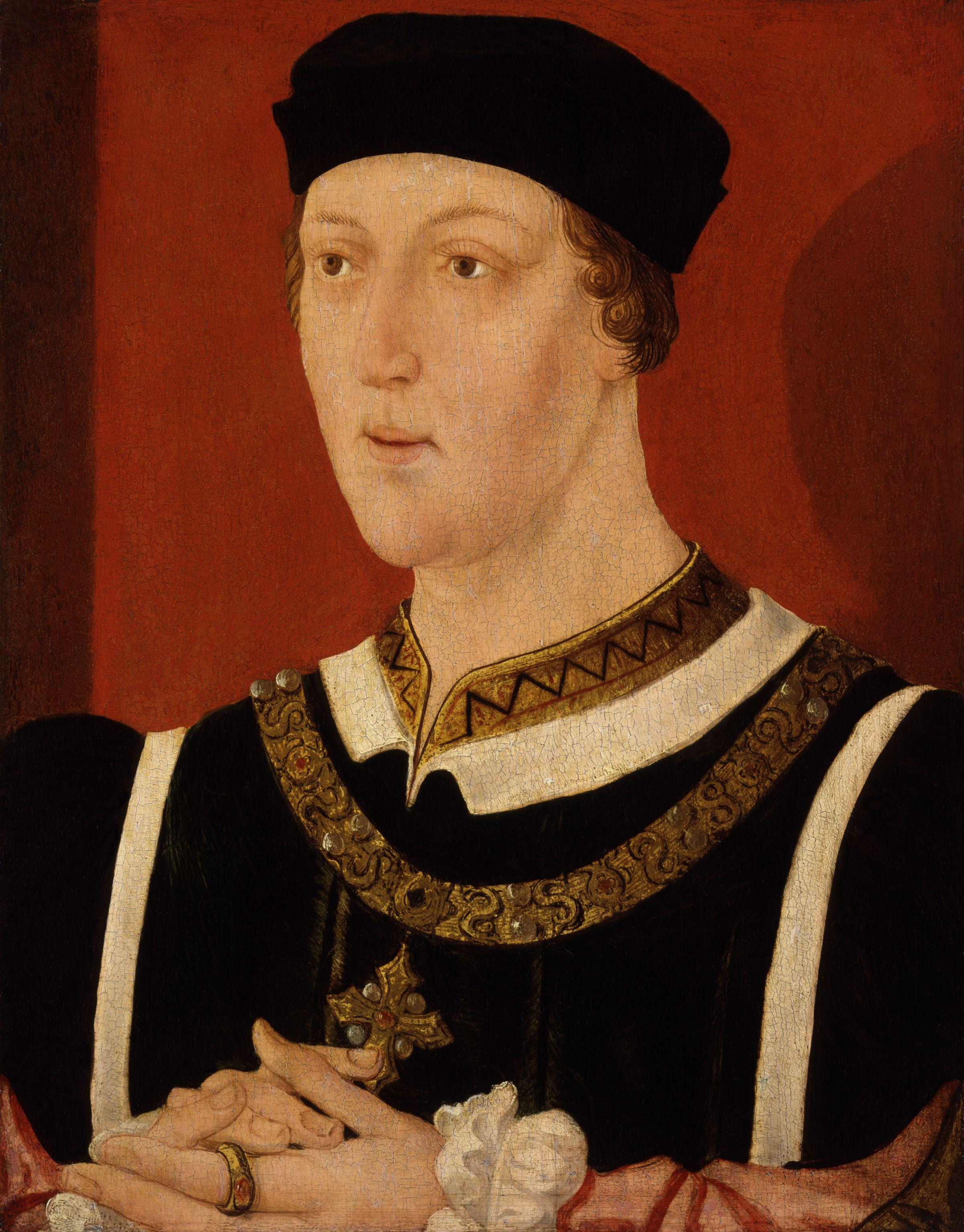
Regele Henric al VI-lea
(King Henry VI)

În studiul operelor lui Shakespeare, Henriada (în original, Henriad), se referă la un grup de piese istorice ale dramaturgului englez numite în original, în critica literară de specialitate, istorii shakespeareane.
Deși părerile criticilor literari specializați în opera Marelui Bard diferă, termenul de Henriadă se poate referi la un grup de patru piese (Henriada ca tetralogie) sau opt piese (Henriada ca octologie, în cazul Henriadei extinse). În secolul al 19-lea, poetul, dramaturgul, criticul și istoricul literar Algernon Charles Swinburne a folosit (probabil pentru prima oară) termenul de Henriadă, referindu-se la doar trei piese istorice shakespeariene, dar utilizarea sa inițială nu mai este folosită astăzi.
Într-un sens mai exclusiv, considerând Henriada o tetralogie, următoarele piese pot fi luate în considerare: Richard al II-lea, Henry al IV-lea, Partea 1, Henry al IV-lea, Partea a 2-a și  Henry al V-lea, implicând că acest grup de patru piese reprezintă piesele sale epice avându-l ca erou epic pe Prințul Harry, cel care va urma să devină regele Henry al V-lea. Acest grup mai este cunoscut ca a doua tetralogie sau a doua Henriadă. 
Într-un sens mult mai extins, dar și mai inclusiv, Henriada se referă la opt piese de teatru, deci la o octologie, tetralogia menționată anterior, la care se adaugă patru piese anterioare cronologic, dar care sunt bazate pe evenimente istorice ulterioare ale celor descrise în tetralogie, mai exact pe conflictul militar cunoscut ca Războiul celor Două Roze. Aceste patru piese „suplimentare”, adăugate tetralogiei sunt Henry al VI-lea, cu piesele distincte, Henric al VI-lea , părțile întâi, a doua, a treia și Richard al III-lea.
Piesa Henric al VIII-lea, care este o colaborare a dramaturgilor William Shakespeare și John Fletcher (scrisă probabil în 1613), nu este parte a Henriadei, deoarece se referă la viața regelui Henric al VIII-lea al Angliei, un rege mai târziu decât regii Henry al IV-lea și al V-lea, nefiind direct conectat cu aceștia și cu evenimentele istorice din timpul domniilor lor.
De asemenea, piesa nu a apărut (în orice material tipărit) decât în 1623, în ediția postumă a operelor Marelui Bard, First Folio, și fiind o piesă din categoria romance, este foarte diferită stilistic de tragediile menționate anterior, cu indicații scenice foarte amănunțite, spre deosebire de cele opt din tetralogia extinsă în octologie.

## Istoric, variante

### Henriada inițială - Trei piese
În cartea sa A Study of Shakespeare (Un studiu shakespearian, 1880), Algernon Charles Swinburne se referă la doar trei piese ale Bardului, Henry IV partea 1, Henry IV partea a 2-a și Henry V, ca alcătuind „Henriada noastră engleză” (în original, "our English Henriade"), scriind „[Aceste piese sunt] cel mai copt fruct al dramaturgiei noastre istorice ori naționale, operă definitivă și încoronabilă a creației lui Shakespeare, trebuie evident a fi recunoscută și salutată de toți cei ce [îl studiază pe Bard ca fiind] suverana și suverana trilogie a [pieselor] Regele Henric al IV-lea și Regele Henric al V-lea.” 
„The ripest fruit of historic or national drama, the consummation and the crown of Shakespeare’s labours in that line, must of course be recognised and saluted by all students in the supreme and sovereign trilogy of King Henry IV and King Henry V."”
Aceste trei piese sunt, conform lui Swinburne, „marea tragedie națională engleză”, fiind „perfectul triumf a lui Shakespeare în domeniul dramelor patriotice” (în original, "Shakespeare's perfect triumph in the field of patriotic drama.")
H. A. Kennedy scria în 1896, referindu-se la trilogia menționată de Swinburne, Henry IV partea 1, Henry IV partea a 2-a și Henry V, [ca fiind], „luate împreună, cele trei piese formează o Henriadă, a trilogie, a cărei figură centrală este eroul de la Agincourt, [trilogie] al cărei subiect este creșterea sa de la un prinț zăpăcit/descreierat la [a fi] cuceritorul Franței” (în original, "taken together the three plays form a Henriade, a trilogy, whose subject is his development from the madcap prince to the conqueror of France".

### Henriada - o tetralogie
Deși introdus de către Swinburne în 1880, termenul de Henriad a fost larg popularizat mult mai târziu de către Alvin Kernan, în lucrarea sa din 1969, The Henriad: Shakespeare’s Major History Plays (în română, Henriada - Piesele istorice importante ale lui Shakespeare) pentru a transmite ideea că cele patru piese de teatru ale celei de-a doua tetralogii (en  Richard II, en  Henry IV, en  Henry IV, și en  Henry V), atunci când sunt considerate ca un grup sau o tetralogie dramatică, au coerență, fiind legate istoric și dramaturgic, având toate caracteristicile primare ale genului epic din poezie. Astfel, Kernan afirmă în lucrarea menționată, că „[tetralogia descrie] ... acțiuni eroice de mari amplitudini implicând mulți oameni și multe activități urmărind mișcările națiunii sau a popoarelor/oamenilor prin schimbări violente de la o stare la alta” (conform originalului, "large-scale heroic action involving many men and many activities tracing the movement of a nation or people through violent change from one condition to another"). În acest context, Kernan, un expert de prima mână în dramaturgia engleză a Renașterii (English Renaissance drama), vede limpede cele patru piese ca fiind echivalentul grupului de patru piese clasice, a Iliadei lui Homer, a Eneidei lui Virgiliu, a Henriade-ei lui Voltaire (François-Marie Arouet) și a Paradisului pierdut a lui Milton.
Acțiunea Henriad-ei engleze urmărește „călătoria” istorică, de natură dinastică, culturală și psihologică pe care Anglia a întreprins-o în lumea medievală a lui Richard al II-lea, urmată de domnia lui Henric al V-lea, marcată de tranziția istorică a Angliei către Renaștere. Atât politic, cât și cultural, Henriada engleză reprezintă o „mișcare de la [o lume] feudală și ierarhică la statul național și individualism” (conform, "[Henriad represents] a movement from feudalism and hierarchy to the national state and individualism"). De  asemenea, Kernan tratează Henriada în termeni spațiali, temporali, mitici și psihologici. Citând din lucrare, academicul Kernan afirmă că „În termeni mitici, trecerea [între cele două perioade, ale celor două domnii] este ca de la o lume-grădină la o lume care decade." (în original, "In mythical terms, the passage is from a garden world to a fallen world.)" 
Acest grup de drame au personaje și localizări repetitive, precum au observat, de-a lungul timpului, numeroși critici și pasionați ai operei shakespeare-ane. În același timp, nu există dovezi că acest grup de piese dramatice ar fi fost scris cu intenția de a fi considerate sau percepute ca un ansamblu.
Personajul Falstaff, care este prezentat prima dată în Henric al IV-lea, partea 1, se re-întoarce în Henric al IV-lea, partea a 2-a pentru a părăsi apoi scena, prin deces, la începutul dramei Henric al V-lea. Falstaff reprezintă lumea tavernelor, o lume pe care Prince Hal o va părăsi definitiv. Se poate remarca, totuși, că, mai mult sau mai puțin ocazional, grupul celor trei piese ale Henriad-ei în care apare Falstaff este denumit „Falstaffiada” de către unii critici, printre care Harold Bloom este cel proeminent.

### Autor și/sau autor(i)
Shakespeare a fost și este clar considerat ca fiind unicul autor al pieselor Henriadei ca tetralogie (secțiunea Henriada - o tetralogie), dar au existat speculații privind posibili co-autori ai triadei de piese privind regele Henric al VI-lea al Angliei, ca parte a Henriadei extinse, cea de opt piese. Încă din secolul al al 18-lea, s-a sugerat ca posibil autor, coautor sau contributor dramaturgul Christopher Marlowe (1564 - 1593).
În 2016, editorii cunoscutului compendiu New Oxford Shakespeare, în frunte cu Gary Taylor, au anunțat că Marlowe și un autor anonim vor fi menționați ca plini co-autori, alături de Shakespeare, pe frontispiciul părților a 2-a și a 3-a a trilogiei dramelor referitoare la Henric al VI-lea (Henry VI) (en  Henry VI, Part 2 și en  Part 3), respectiv că același Christopher Marlowe, Thomas Nashe și un autor anonim vor fi menționați ca autori ai piesei en  Henry VI, Part 1, cu Shakespeare menționat doar ca adaptor al piesei. Deși concluziile echipei de la New Oxford Shakespeare nu sunt împărtășite de toată lumea, este de remarcat că este pentru prima dată când o editare critică importantă a operelor lui Shakespeare îl menționează pe Marlowe ca și co-autor al unora din lucrările Marelui Bard.

## Producții televizate
- 1960 — en  An Age of Kings (O epocă a regilor)
- 1979 —  en  BBC Television Shakespeare
- 2012 și 2016 —  en  The Hollow Crown, BBC2[19]

## Cronologie aproximativă
| Tetralogiile „Henriadei extinsă” | Datele aproximative ale scrierilor | Anii acoperiți | Piese                                                              |
| -------------------------------- | ---------------------------------- | -------------- | ------------------------------------------------------------------ |
| Prima Henriadă                   | 1591 – 1594                        | 1422 – 1485    | Henry al VI-lea, Părțile 1, 2 și 3; Richard al III-lea             |
| A doua Henriadă                  | 1595 – 1599                        | 1398 – 1415    | Richard al II-lea; Henry al IV-lea, Părțile 1 și 2; Henry al V-lea |
| Nu este parte a Henriadei        | 1613 – 1619                        | 1491 – 1547    | Henric al VIII-lea                                                 |